# Bridgestone

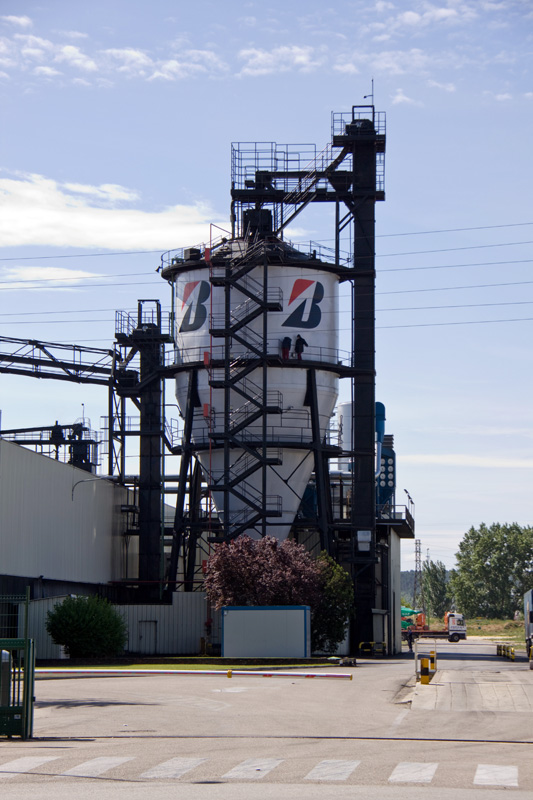
Fábrica da Bridgestone em Burgos, Espanha.

Bridgestone é um conglomerado japonês da indústria da borracha. É a maior fabricante de pneus do mundo. Fundada na cidade de Kurume em 1931, a Bridgestone inicialmente dedicava-se a abastecer a máquina de guerra do Japão na Segunda Guerra Mundial. Com o fim do conflito, a companhia cresceu e se expandiu internacionalmente, abrindo sua primeira fábrica fora do Japão em Singapura, no ano de 1965.
Em 1988 a companhia assumiu o controle da Firestone, então a segunda maior dos Estados Unidos. Atualmente, a Bridgestone é líder no mercado de pneus - suas maiores concorrentes são a estadunidense Goodyear e a francesa Michelin. A Bridgestone tem suas ações negociadas na Bolsa de Valores de Tóquio.
Além da produção de pneus, a Bridgestone atua ainda no ramo esportivo, com a fabricação de bicicletas (desde 1949) e de equipamentos de golfe (desde 1935).
Bridgestone vem do nome do seu fundador "Sr. Ishibashi", sendo que "ishi" significa "pedra" e "bashi" significa "ponte". O fundador da empresa também é avô do ex-primeiro-ministro japonês Yukio Hatoyama.

## Fórmula 1
A Bridgestone forneceu pneus para a Fórmula 1 de 1997 a 2010, embora já tenha produzido pneus exclusivamente para a participação do piloto japonês Kazuyoshi Hoshino nas disputas do Grande Prêmio do Japão de 1976 e 1977.

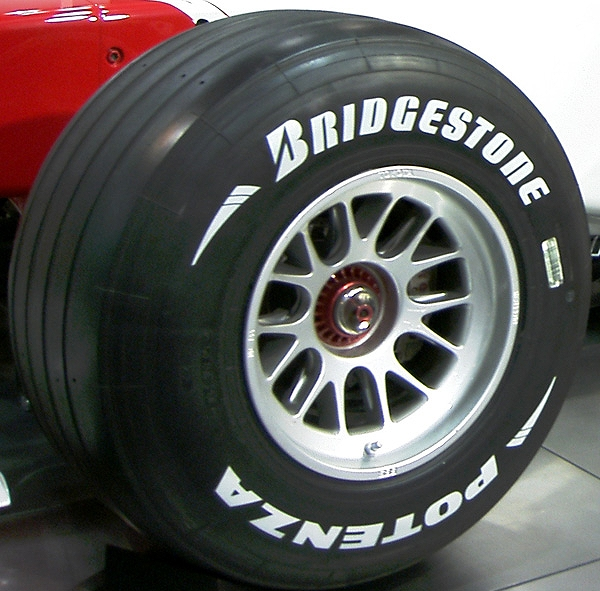
Pneu utilizado na Fórmula 1 em 2007.

A companhia japonesa decidiu fornecer pneus para a Fórmula 1 em 1995, apoiados pelo diretor executivo Yoichiro Kaizaki, com o intuito de melhorar o nome da empresa no mercado Europeu, o qual estava muito desvalorizado em comparação com Michelin, o arqui-rival para Bridgestone. Apesar de ter sido programado para entrar no campeonato na Temporada de Fórmula 1 de 1998, este calendário foi alterado para 1997 porque a se(c)ção de engenharia liderada por Hirohide Hamashima teve rápido e avançado desenvolvimento. Assim, Hiroshi Yasukawa, o Gerente Geral do Departamento de Automobilismo, também fez melhor uso da experiência e redes na Europa desde a Fórmula 2 Europeia da Bridgestone de 1981 a 1984 e construiu logísticas para a Fórmula 1 de uma vez.
O primeiro título veio logo no segundo ano, 1998, por Mika Häkkinen e McLaren-Mercedes. E os usuários da Bridgstone levaram cinco títulos de piloto do campeonato e cinco títulos de Construtores do campeonato (1998, 2001-2004) para o período que competiram com Goodyear (1997-1998) e Michelin (2001-2006). A cooperação com Scuderia Ferrari e Michael Schumacher funcionou bem neste período.
Em dezembro de 2007 a Bridgestone assinou um contrato com a FIA para ser a única fornecedora de pneus da Fórmula 1 de 2008 a 2010. No entanto, como a Michelin concluiu sua participação na categoria no fim da temporada de 2006, todas as equipes têm utilizado pneus Bridgestone desde 2007.
Em 2 de novembro de 2009, a empresa japonesa anunciou que deixaria de fazer pneus para Fórmula 1 após a temporada 2010 por motivos financeiros.

Temporadas: 1976-1977, 1997-2010
Grandes Prêmios: 244
- 1º GP (1ª Fase): GP do Japão de 1976
- Último GP (1ª Fase): GP do Japão de 1977
- 1º GP (2ª Fase): GP da Austrália de 1997
- Último GP (2ª Fase): GP de Abu Dhabi de 2010

Vitórias: 175
- 1ª Vitória (1ª Fase):  Mika Hakkinen (McLaren-Mercedes), GP da Austrália de 1998

- Última Vitória (1ª Fase):  Sebastian Vettel (Red Bull-Renault), GP de Abu Dhabi de 2010

Pole Positions: 168
Voltas Mais Rápidas: 170
Principais Equipes que Forneceu:
- Stewart - 1997-1999
- McLaren - 1998-2001, 2007-2010
- Jordan - 1999-2005
- Ferrari - 1999-2010
- Renault - 2007-2010
- / BMW Sauber - 2007-2010[3]
- Red Bull - 2007-2010
- Toro Rosso - 2007-2010
- Brawn - 2009

## MotoGP
A empresa fornece pneus para a MotoGP desde 2002 e a exemplo do que aconteceu na Fórmula 1, assinou contrato para ser a fornecedora única da categoria entre 2009 e 2011.